# 論理診断
論理診断（ろんりしんだん、英: error diagnosis）とは、LSI など論理回路の設計中に混入した論理設計誤りを最小の変更で自動修正する技術のことである。

## 概要
満たすべき機能仕様と実際に設計した回路（以下、実回路）を入力に与えることで、実回路を最小の変更で機能仕様と論理的に等価になるように、変更箇所とその箇所をどの様に変更すればよいかを求める技術である。
最小の変更により所望の論理を得るため、既存の回路情報の大部分を生かしたまま再設計が可能となり、再設計にかかる人的、時間的、金銭的コストの削減を見込むことができる。
これらに関する研究は、1990 年代初頭から大学などで研究が始まった。現在、論理診断に関する研究は世界的にほとんど行われておらず、国内では神戸大学大学院工学研究科電気電子工学専攻集積回路情報研究室が論理診断の研究で有名である。

## 診断とは
一般的に診断とは、どの部分に不具合があるかを特定することを指し、検証の後段階で行われる。これらの語を以下にまとめる。ただし、A が所望のもの（回路など）、B が対象のものとする。
- 検証： A と B が等価であるかどうかを調べる
- 診断： A と B が等価でないとき、B のどの部分に不具合があるかを調べる
- 治療： A と B が等価でないとき、B のどの部分をどの様に変更すれば A と等価になるかを調べる

論理診断は、実回路中の変更すべき箇所を特定するだけではなく、どのように変更すればよいかを解として示すため、上記の定義通りであれば、論理治療と呼ぶ方が理にかなっている。しかし、慣習的に論理診断と呼んでいる。

## よくある誤解
論理診断と似た名前の技術に故障診断がある。これは、実際に作成した LSI のチップを対象としており、作成後のチップのどの部分に故障があるかを検出する技術である。一方論理診断は、対象が設計中の回路を対象としており、さらに修正方法までを求めるという点で、故障診断とは大きく異なる。